# Inuvialuit
Os inuvialuit (sing. inuvialuk; "o povo real") ou inuítes do oeste do Canadá são inuítes que vivem na região oeste do Ártico canadense. Eles, assim como todos os outros inuítes, são descendentes dos thule [en], que migraram do Alasca para o leste. Sua terra natal - a Região de Assentamento Inuvialuit - abrange a área costeira do Oceano Ártico, desde a fronteira com o Alasca, a leste, passando pelo Mar de Beaufort e além do Golfo de Amundsen, que inclui algumas das ilhas do Arquipélago Ártico Canadiano, bem como a comunidade interior de Aklavik e parte de Yukon. A terra foi demarcada em 1984 pelo Acordo Final Inuvialuit.

## História e migração
A região do assentamento inuvialuit era habitada principalmente por inuítes siglit até que seu número foi dizimado pela introdução de novas doenças na segunda metade do século XIX. Os nunatamiut, inuítes do Alasca, mudaram-se para as áreas tradicionais de Siglit nas décadas de 1910 e 20, atraídos em parte pela demanda renovada de peles da Hudson's Bay Company e dos mercados europeus. Os nunatamiut que se estabeleceram na área de siglit ficaram conhecidos como uummarmiut. Originalmente, havia uma intensa aversão entre os siglit e os uummarmiut, mas essas diferenças se dissiparam com o passar dos anos e os dois povos aborígenes se casaram entre si. Com a melhoria do sistema de saúde e o casamento entre os nunatamiutes, os inuvialuit agora somam aproximadamente 3.100 pessoas.
Na década de 1930, os inuvialuit estavam envolvidos em um esquema do governo canadense para introduzir o pastoreio de renas como o principal motor econômico do Ártico Ocidental. Com enormes despesas, milhares de animais domesticados foram levados do Alasca para a nova comunidade de Reindeer Station, no delta do Mackenzie. Os indígenas sámi foram importados da Noruega para ensinar os homens inuvialuit a cuidar de seus rebanhos individuais. No entanto, o programa foi relativamente mal-sucedido, pois exigia um estilo de vida solitário e era menos lucrativo do que a caça e a armadilha tradicionais.

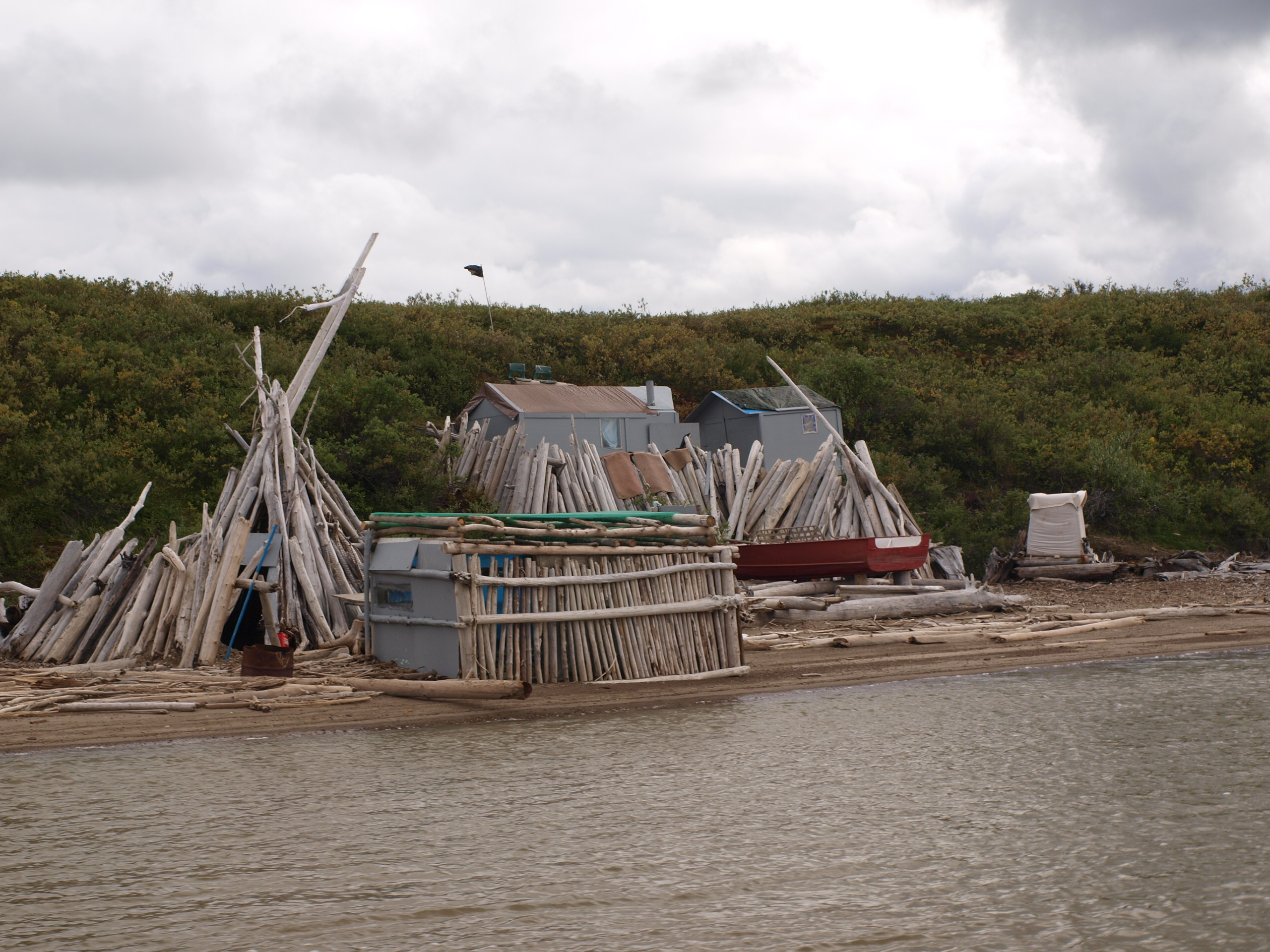
Tradicional acampamento baleeiro inuvialuit perto de Tuktoyaktuk

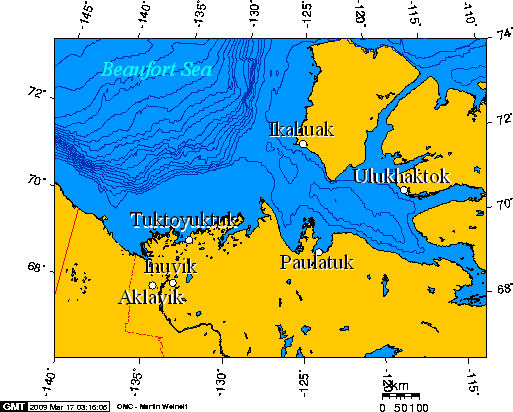
Principais comunidades inuvialuit

O Relatório de Conhecimento Tradicional da Região de Assentamento Inuvialuit de 2006 identificou outras características de nomenclatura. Os inuvialuit que vivem no oeste são chamados de ualinirmiut (ualiniq) pelo povo do leste. Os inuvialuit que ocupam o leste são conhecidos como kivaninmiut (kivaliniq) pelo povo do oeste.

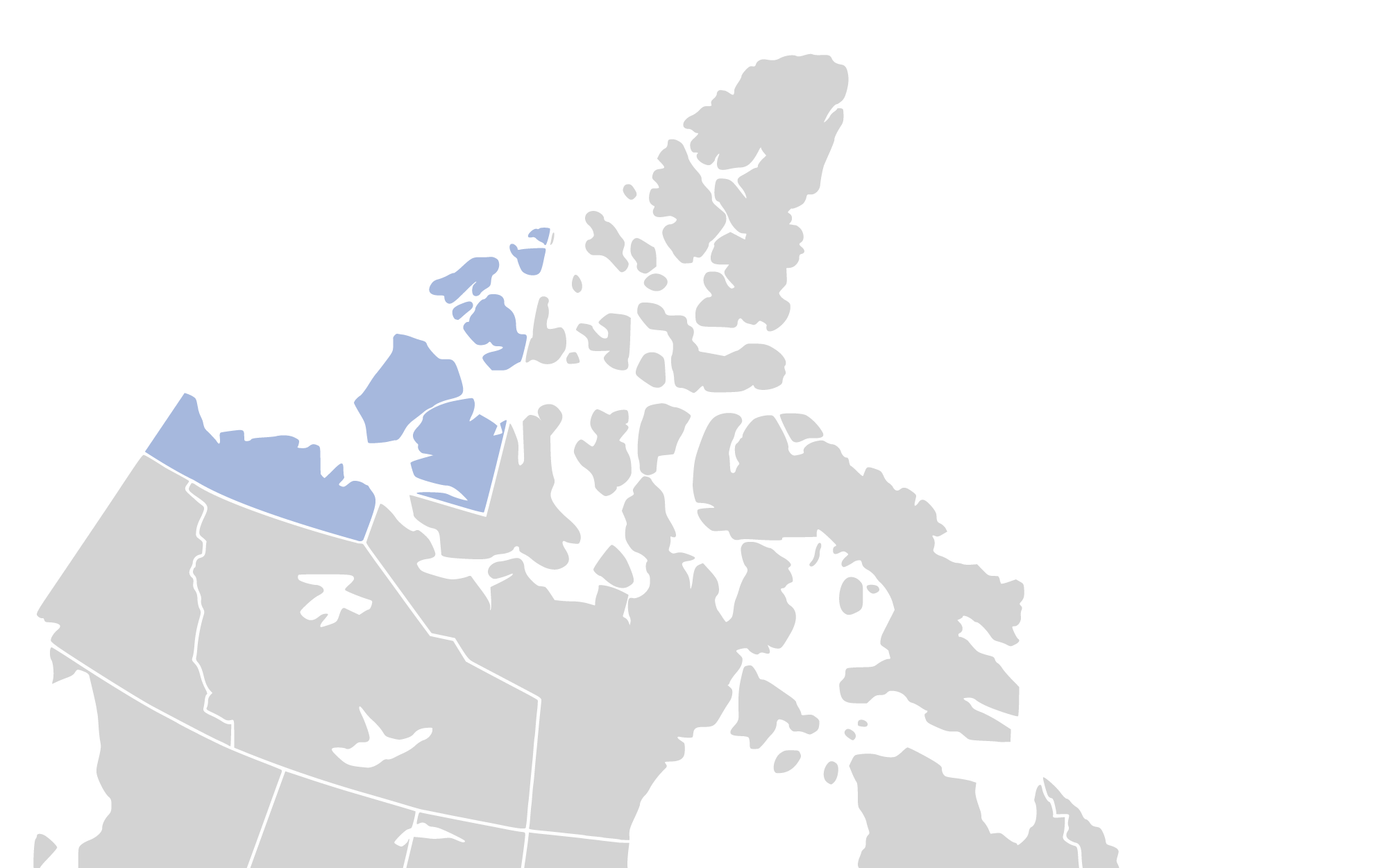
Mapa da terra natal dos inuvialuit

Os inuítes de Ulukhaktok não são nem siglit nem uummarmiut, mas são inuítes do Cobre e se referem a si como ulukhaktokmuit, em homenagem a Ulukhaktok, o nome nativo do que costumava ser chamado de Holman.
O proposto Mackenzie Valley Pipeline teria passado pelo território inuvialuit e gwichʼin [en] antes do abandono do projeto em 2017.

## Idioma
O idioma tradicional é conhecido como inuvialuktun e é composto por três ou quatro dialetos. O uummarmiutun, falado pelos uummarmiut de Aklavik e Inuvik, é um dialeto inupiatun, mas é geralmente associado ao inuvialuktun. O siglitun é falado pelos siglit de Sachs Harbour, Paulatuk, Tuktoyaktuk e Inuvik. O kangiryuarmiutun é usado pelos kangiryuarmiut de Ulukhaktok. O kangiryuarmiutun é essencialmente o mesmo que o inuinnaqtun, que também é usado nas comunidades de Nunavut de Kugluktuk, Bathurst Inlet e Cambridge Bay. Natsilingmiutut, usado pelos netsilingmiut de Gjoa Haven, Taloyoak, Kugaaruk e Repulse Bay em Nunavut. O uummarmiutun, o siglitun e o inuinnaqtun (kangiryuarmiutun) são todos escritos em escrita latina, enquanto o natsilingmiututut é escrito em silabário inuctitute.

## Cultura
Durante todo o ano, os inuvialuit caçam caribus das manadas de Cape Bathurst e Bluenose, e também compartilham a manada de Rangifer arcticus arcticus com os gwich'in. Tem havido alguma tensão entre os inuvialuit e os gwich'in com relação à caça de caribus. Outras atividades são sazonais:
- Primavera: pesca, caça de gansos, caça de ursos;
- Verão: caça às baleias, pesca, coleta de bagas, raízes e plantas medicinais;
- Outono: pesca, caça às focas, caça de gansos e coleta de plantas;
- Inverno: pesca, caça às focas, caça ao urso polar.

Os jogos tradicionais incluem:
- akimuq: jogo de chute alto
- ayahaaq: jogo de corda
- iglukisaaq: malabarismo com pedras
- mak: jogo que consiste em tentar fazer uma pessoa rir
- napataak: dardos; jogado com um cabo de madeira e um prego afiado

## Comunidades
| Comunidades inuvialuit | Comunidades inuvialuit                                                                                                 | Comunidades inuvialuit | Comunidades inuvialuit | Comunidades inuvialuit | Comunidades inuvialuit | Comunidades inuvialuit |
| Comunidade             | Tradução para o português                                                                                              | População em 2006      | Inuvialuit             | Primeiras Nações       | Métis                  | não aborígene          |
| ---------------------- | --- | ---------------------- | ---------------------- | ---------------------- | ---------------------- | ---------------------- |
| Aklavik                | "lugar do urso cinzento"                                                                                               | 594                    | 350                    | 185                    | 10                     | 40                     |
| Inuvik                 | "lugar do homem" | 3 484                  | 1 335                  | 630                    | 160                    | 1 260                  |
| Paulatuk               | "lugar do carvão" | 294                    | 260                    | 0                      | 0                      | 30                     |
| Sachs Harbour          | tradicionalmente chamado de Ikahuak, que significa “onde você atravessa”                                               | 122                    | 105                    | n/a                    | n/a                    | 15                     |
| Tuktoyaktuk            | “semelhante a um caribu”, anteriormente conhecido como Port Brabant                                                    | 870                    | 705                    | 20                     | 10                     | 145                    |
| Ulukhaktok             | “um grande penhasco onde costumávamos coletar matéria-prima para fazer ulus [en]”, anteriormente conhecido como Holman | 398                    | 360                    | 10                     | 0                      | 30                     |

A área de terra coberta pela Região de Assentamento Inuvialuit é de 521.707,68 km². Aklavik (Aklavik Indian Band, Ehdiitat Gwich'in Council) e Inuvik (Nihtat Gwich'in Council) são compartilhadas com o povo gwich'in, representado pelo Gwich'in Tribal Council.